# Krapiwinskaja (przystanek kolejowy)
Krapiwinskaja (ros. Крапивинская) – przystanek kolejowy w miejscowości Krapiwienskij-2, w rejonie rosławskim, w obwodzie smoleńskim, w Rosji. Położony jest na linii Briańsk – Smoleńsk.

## Historia
Stacja kolejowa powstała w XIX w. na drodze żelaznej orłowsko-witebskiej, pomiędzy stacjami Rosław i Stodoliszcze. Zdegradowana do roli przystanku w XXI w.